# Rhododendron herzogii
Rhododendron herzogii är en ljungväxtart som beskrevs av Otto Warburg. Rhododendron herzogii ingår i släktet rododendron, och familjen ljungväxter. Inga underarter finns listade i Catalogue of Life.